# 新選組オブ・ザ・デッド
『新選組オブ・ザ・デッド』（しんせんぐみオブ・ザ・デッド）は、2015年4月11日に公開されたホラー映画。監督は渡辺一志、主演はバナナマンの日村勇紀。

## ストーリー
幕末の京都、新選組隊士の屑山下衆太郎（くずやまげすたろう）は遭遇したゾンビに噛まれ、自身もゾンビとなってしまう。一方、ゾンビに逃げられたカウフマン商会はゾンビを取り戻すため、腕利きの殺し屋を差し向ける。

## 出演者
- 屑山下衆太郎：日村勇紀
- 火藤純：山本千尋
- 拝勘助：竹石悟朗
- 風吉：上杉周大
- なすび奴：水樹たま
- ゾンビジョージ：チャド・マレーン
- 油嘗蔵：古旗宏治
- 桜の銀次：桜井宗忠
- 黄泉慎之介：コッセこういち
- 坂本龍馬：渡辺一志
- 唐人エックス：尚玄
- 山崎烝：川岡大次郎
- 語り：目黒祐樹

## スタッフ
- 原案・脚本・監督：渡辺一志
- 製作：岡本東郎、百武弘二、渡辺一志、篠田学、ユキリョウイチ
- 企画・プロデュース：行実良
- プロデューサー：若林雄介
- 企画協力：柴田幹雄
- アクションコーディネーター：吉田浩之
- 主題歌：「生きて生きて」サンボマスター
- 配給：クロックワークス

## コミック版
『コミック乱ツインズ』（リイド社）の2014年12月号から2015年3月号まで連載された後、2015年4月2日に単行本が発売された。渡辺一志が書き下ろしたシナリオをもとに叶精作が作画を担当しており、屑山下衆太郎の容姿も映画版の日村勇紀に準じたものとなっている。
単行本はリイド社のコンビニコミックレーベルのSPコミックス SPポケットワイドにて、複数の著者の新選組関連作品を併録して発売された。
書籍情報
- 2015年4月2日発売、ISBN 978-4845841523

## 舞台版
VAP PRESENTS「舞台 新選組オブ・ザ・デッド」として舞台化された。脚本・演出は久保田唱（ボクラ団義）が担当。映画のキャストを交え、舞台オリジナルキャストとボクラ団義キャストと共に演じられた。
公演日程
- 大阪・2015年5月2日から4日にかけてHEP HALLにて上演。
- 東京・2015年5月13日から18日にかけてCBGKシブゲキ!!にて上演。

出演者
- 映画と共通キャスト
  - 山本千尋、竹石悟朗（ボクラ団義）、水樹たま、上杉周大、チャド・マレーン、桜井宗忠、渡辺一志、川岡大次郎

- 舞台オリジナルキャスト
  - 真山明大、榊原徹士、高橋ひろ無、梅田悠、木本夕貴、杞山星璃（劇団Patch）、七海とろろ、高木聡一朗、貴瀬雄二、上本真央、桑島健、松本悠資、中村匡志、加藤貴博、田中克憲、滝本友樹

- ボクラ団義キャスト
  - 平山空（ボクラ団義）、春原優子（ボクラ団義）、添田翔太（ボクラ団義）、福田智行（ボクラ団義）、高橋雄一（ボクラ団義）、中村宜広（ボクラ団義）、大友歩（ボクラ団義）、大音文子（ボクラ団義）、沖野晃司（ボクラ団義）